# 戸兵雄一朗
戸兵 雄一朗（とひょう ゆういちろう、2001年 - ）は、日本の実業家。株式会社Vir代表取締役社長。政経学修会役員、わかもの政策研究会副代表、Future Craft Initiative常任顧問。東京青年会議所杉並委員会所属。

## 略歴
高校時代はスイスに留学、スイス公文学園高等部に在学中異文化理解と国際的視野を養う。成蹊大学に進学し、政治学を専攻。在学中は成蹊大学政治学研究会（通称・ポリ研）の副会長を務め、学内外での政策議論の活性化に貢献した。
大学時代には一般社団法人未来政経研究所や政経学修会に参加し、政治・経済・ビジネスの実践的知識を深めた。国家公安委員長・防災担当大臣の坂井学衆議院議員のもとで政策立案にも携わっている。
西東京青年会議所の活動に触発され、起業を決意。幼少期から親しんだゴルフを事業化し、高級ゴルフウェアブランド「Vir」を創業。伝統と革新を融合させた商品開発を行い、世界のゴルファーに向けたブランド展開を進めている。

## 次世代政策サミット
成蹊大学在学中の2023年7月14日、未来政治経済研究会が主催する「次世代政策サミット」において、政治学研究会国際社会チームの一員として出場し、最優秀賞を受賞。チームは「文化省設立の建白書」と題し、文化資産保護と文化行政の重要性について提案を行った。  同年10月27日には、衆議院議員第二会館にて菅義偉前内閣総理大臣に政策提言を実施した。